# Polyrhachis gibba
Polyrhachis gibba är en myrart som beskrevs av Carlo Emery 1901. Polyrhachis gibba ingår i släktet Polyrhachis och familjen myror. Inga underarter finns listade i Catalogue of Life.

## Bildgalleri

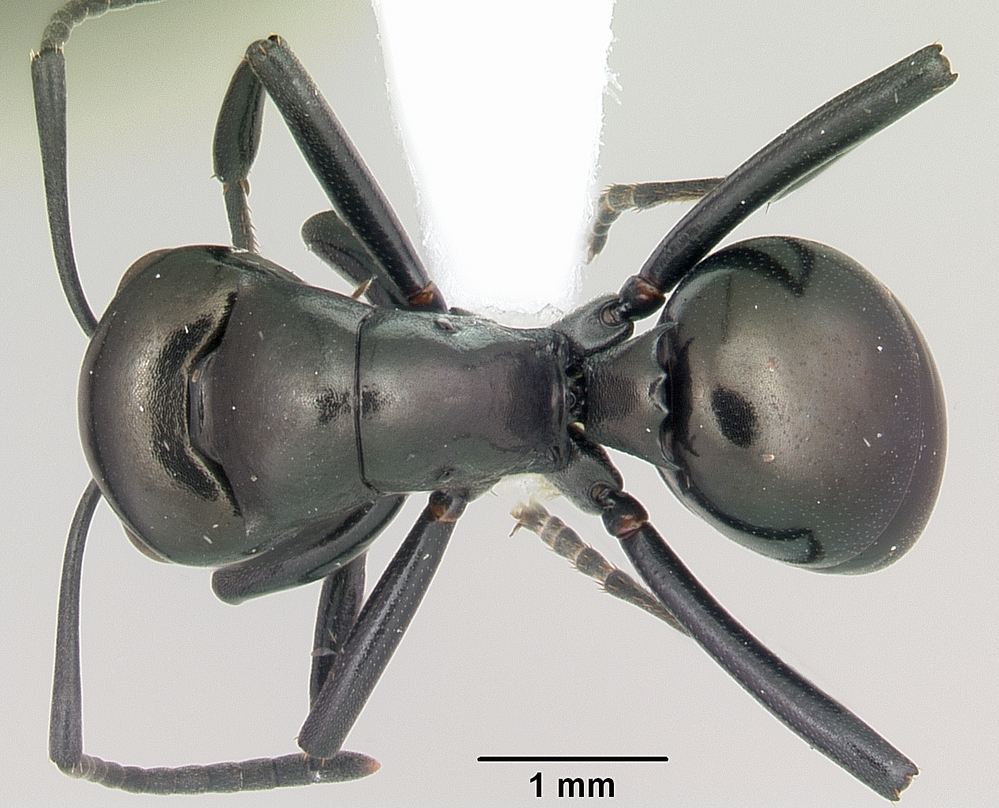
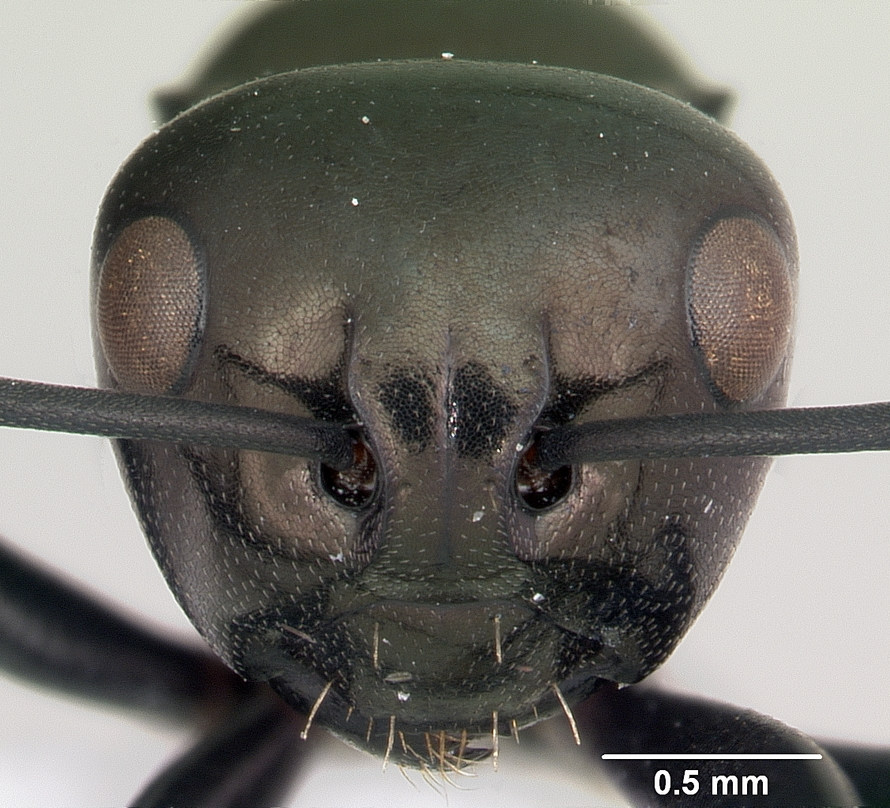
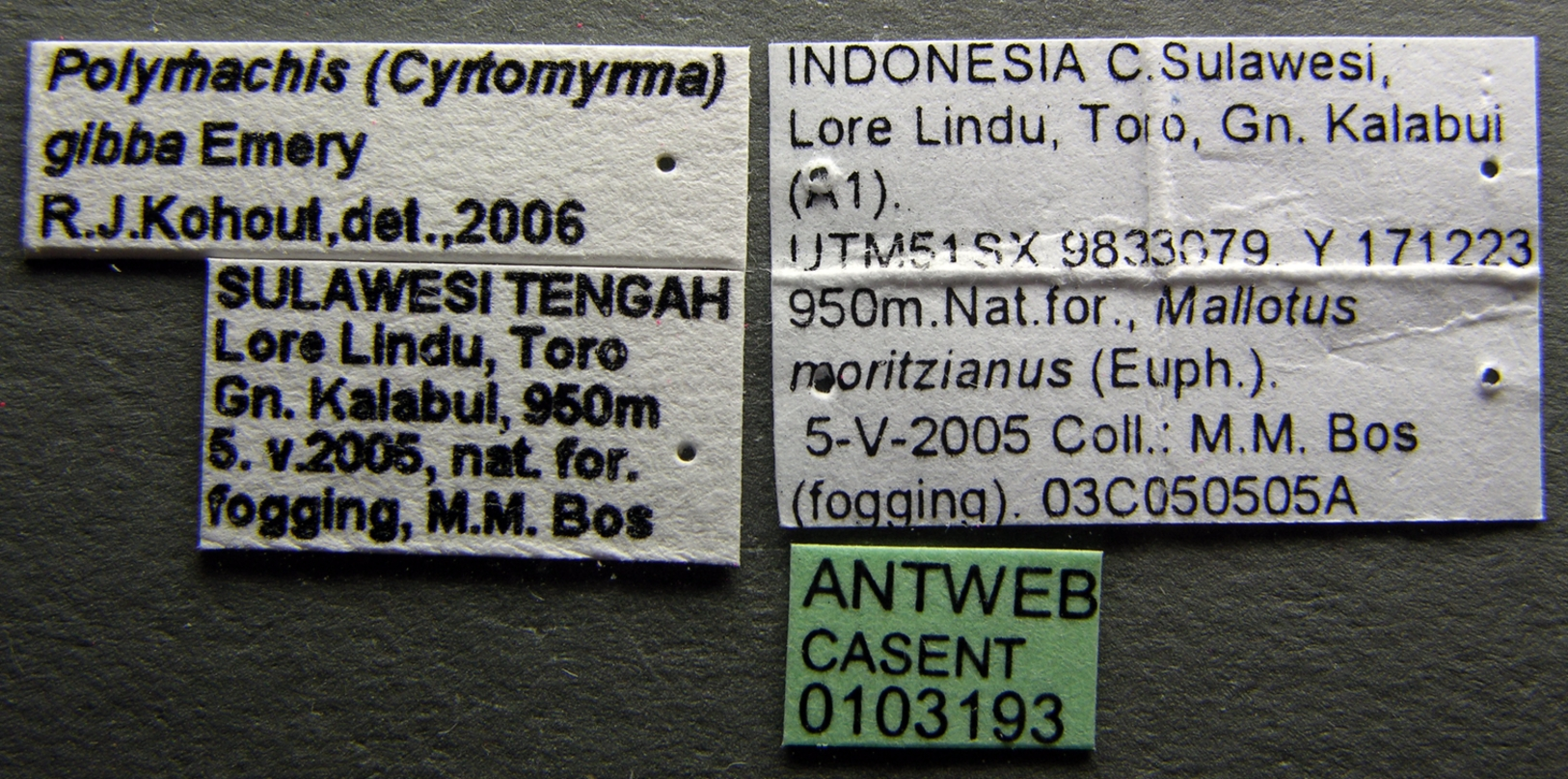
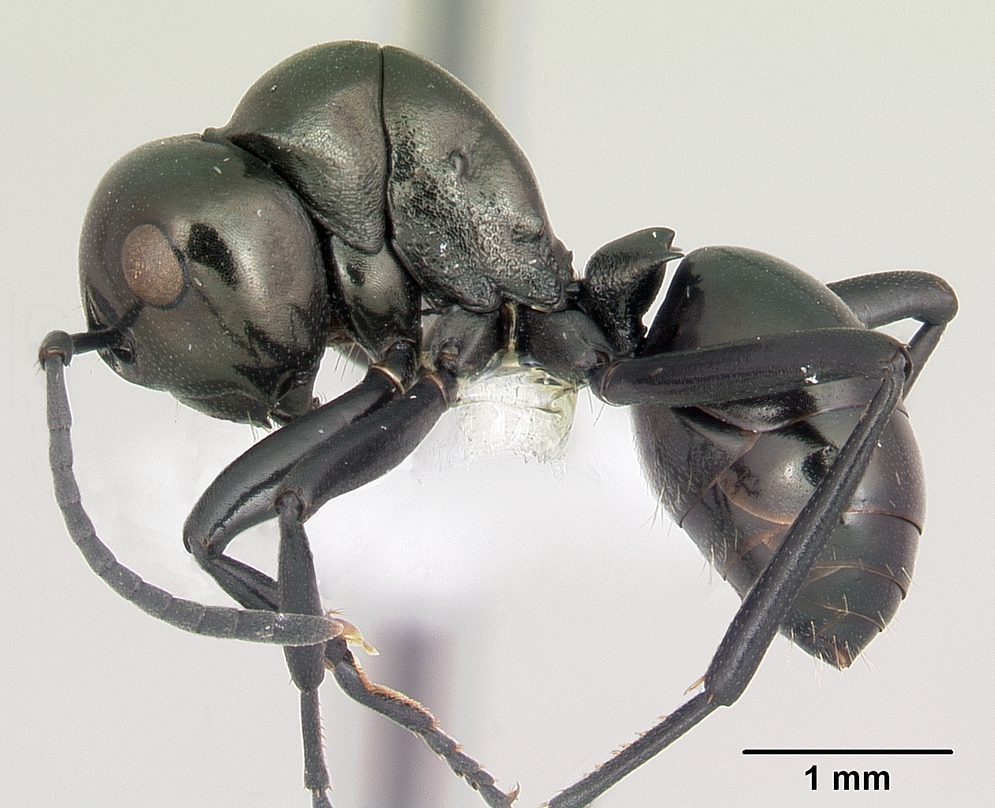